# 창녕 관음사 석등
창녕 관음사 석등(昌寧 觀音寺 石燈)은 대한민국 경상남도 창녕군 도천면 송진리, 관음사에 있는 석등이다.
1983년 7월 20일 경상남도의 문화재자료 제22호 관음사석등으로 지정되었다가, 2018년 12월 20일 현재의 명칭으로 변경되었다.

## 개요
관음사에 놓여 있는 석등으로, 보광사의 옛 터에 있던 것을 일본인이 소장하고 있다가 1928년 5월 이곳으로 옮겨놓았다.
아래에서부터 작은 규모의 아래받침돌·길쭉한 8각의 가운데기둥·윗받침돌을 차례로 올린 후 불을 밝혀두는 사각의 화사석(火舍石)과 지붕돌을 얹었다. 화사석에는 불빛이 퍼져 나오도록 네 개의 창을 두었고, 지붕돌은 윗면의 네모서리와 그 사이마다 돌출된 조각을 새겨 아름답게 장식하였다. 지붕돌 꼭대기에는 둥근 머리장식이 큼직하게 솟아 있는데, 그 표면에 구름무늬와 같은 조각을 도드라지게 새겼다.
흰색의 가운데기둥을 제외한 각 부분이 푸른빛을 띠고 있는 독특한 분위기의 석등으로, 통일신라 후기나 고려 전기에 세운 것으로 추측된다.

## 참고 자료
- 관음사석등 - 국가유산청 국가유산포털